# AEA White Wing
 (juin 2020).
Si vous disposez d'ouvrages ou d'articles de référence ou si vous connaissez des sites web de qualité traitant du thème abordé ici, merci de compléter l'article en donnant les références utiles à sa vérifiabilité et en les liant à la section « Notes et références ».
Le White Wing est le second aéronef expérimental réalisé par l'Aerial Experimental Association. Bénéficiant de l'expérience acquise avec le précédent AEA Red Wing, sa construction a été supervisée par F.W. Baldwin avec la collaboration de Glenn Curtiss.
C'est un biplan à moteur arrière dont le stabilisateur canard et l'empennage arrière sont actionnés par des câbles au moyen d'une sorte de volant. Une nouveauté consiste à assurer le contrôle latéral par des ailerons triangulaires commandés par des câbles attachés à un harnais habillant le pilote. Celui-ci doit donc se pencher dans la direction où il voulait effectuer son virage.
Les Frères Wright feront un procès à F.W. Baldwin pour utilisation illégale de brevets. Une autre innovation apportée sur le White Wing fut le montage d'un train tricycle imaginé par Glenn Curtiss.
Baldwin réalisa le premier vol sur cet appareil le 18 mai 1908. Le 21 mai, piloté par Glenn Curtiss, le White Wing parcourut 310 m en 19 secondes à environ 3 m de hauteur. Accidenté à l’atterrissage deux jours plus tard, le White Wing ne fut pas reconstruit.